# おごせ散策きっぷ
おごせ散策きっぷ（おごせさんさくきっぷ）は、東武鉄道が発売している周遊券である。

## 特典

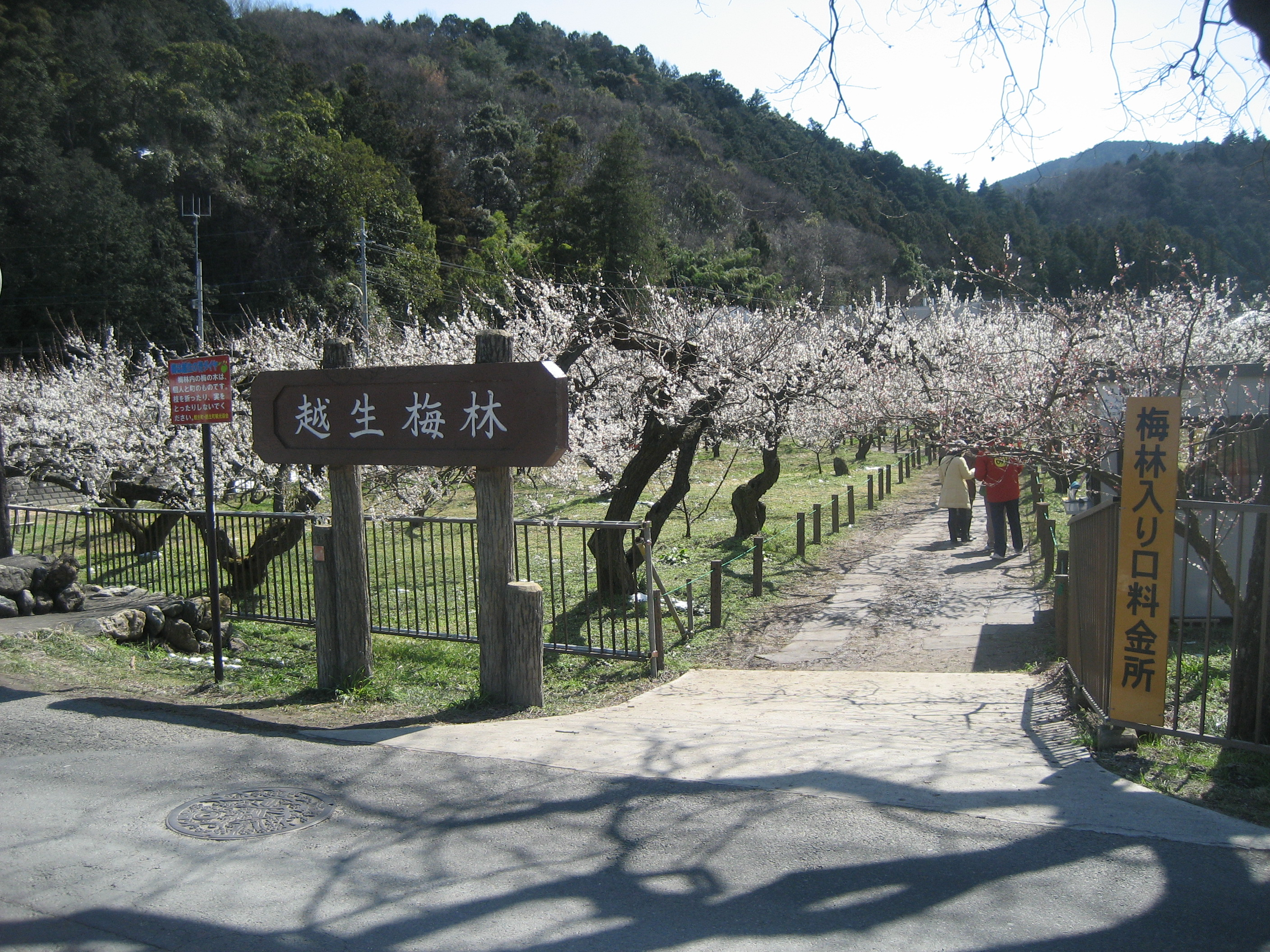
越生梅林

- 東武東上線（みなみ寄居・寄居を除く）・東武越生線（越生を除く）発駅〜越生線越生駅までの往復乗車券が2割引で利用できる。
- 協賛店21店で1,000円以上の食事・買い物をすると、10％割引になる。
- 協賛宿泊施設で入浴料が割引になる。
- 越生梅林・黒山観光ゆず園が開園時は、入園料が割引になる。

※以下の特典はどちらか1つが選べる。
- 川越観光バスの越生駅〜黒山間が1日乗り放題。
- 「OTIC（オーティック・越生町の観光案内所。特産品なども販売している）」または「うめその梅の駅（越生自然休養村センター）」で使用できるお買い物券620円相当（小児券は310円）。

## 有効期間
発行日から10日間のうち1日限り。ただし越生線・東上線の往復乗車券は利用当日から2日間有効。

## 発売箇所
- 寄居駅・みなみ寄居駅・越生駅を除く東上線・越生線各駅の駅事務室にて発売（寄居駅は秩父鉄道に駅業務を委託しているため、発売していない）。